# Asta Hansen
Asta Betty Hansen (20. december 1914 i Store Magleby – 21. oktober 1962 i Sundby) var en dansk skuespillerinde.
Startede ved Pantomimeteatret.
Herefter elev på Folketeatret, hvor hun debuterede i 1934.
Medvirkede i en lang række revyer, lystspil og operetter.
Hun nåede at indspille otte film.
I 1950'erne blev der længere mellem rollerne og Asta Hansen lagde ikke skjul på, at livet var blevet svært for hende.
Hun var gift med disponent Gottfred Havsteen.

## Filmografi
- Sjette trækning – 1936
- Der var engang en vicevært – 1937
- Bolettes brudefærd – 1938
- En mand af betydning – 1941
- Alle går rundt og forelsker sig – 1941
- Peter Andersen – 1941
- Alt for karrieren – 1943
- Erik Ejegods pilgrimsfærd – 1943